# Ludwik Gieryng
Ludwik Gieryng (ur. 6 grudnia 1857 lub 1867 w Zduńskiej Woli, zm. 14 kwietnia 1923 w Wilnie) – muzyk kościelny, dyrygent orkiestr i chórów, pedagog, długoletni organista kościoła św. Jana w Wilnie.

## Edukacja
Kształcił się w grze na organach pod kierunkiem Jana Śliwińskiego w Warszawskim Instytucie Muzycznym.

## Kariera muzyczna
Przez pewien czas był dyrygentem orkiestr w wojsku rosyjskim. W latach osiemdziesiątych XIX w. osiadł w Wilnie i działał jako organista i dyrygent chórów kościelnych. Początkowo był związany z kościołem podominikańskim, a następnie (przez 37 lat) z kościołem św. Jana. Prowadzony przez niego chór kościelny cieszył się opinią najlepszego w całym zaborze rosyjskim. Przez pewien czas był także kierownikiem muzycznym oraz dyrygentem chóru teatru dramatycznego "Lutnia" w Wilnie".

## Praca pedagogiczna
Był pierwszym nauczycielem zespołu akademików wileńskich. Uczył śpiewu w szkołach średnich w Wilnie, np. w Gimnazjum im. Joachima Lelewela.

## Twórczość
Był autorem drobnych utworów kompozytorskich: marszów żałobnych, śpiewów religijnych i świeckich (np. do słów utworów Adama Mickiewicza i Marii Konopnickiej) oraz operetki "Słowiczek".